# 大田路圣女小德肋撒堂
大田路圣女小德肋撒堂是中国上海市静安区最大的一座天主教堂，位于大田路（曾名大通路）370号，在1933年土山湾印书馆出版的《上海天主教》地图中，该堂被标注为“新闸”（Sinza）天主堂，主保圣人是法国里修赤足加爾默羅會圣女小德肋撒，属市区总铎区大田路堂区。 

## 历史
上海天主教发展至20世纪20年代时，市区已有规模较大的圣堂5座，即老城厢内的老天主堂（敬一堂）、徐家汇圣依纳爵堂、董家渡圣方济各沙勿略堂、洋泾浜圣若瑟堂，以及虹口耶稣圣心堂，而公共租界西区的大型圣堂尚属空缺。
1925年，教宗庇护十一世把小德肋撒列入圣品，教会立她为传教区主保。
民国16年（1927年），上海爆发了三次工人武装起义，同时南京震旦附中又有两名外籍教士被枪杀；恰逢当时江南代牧区推行对小德肋撒的敬礼，于是在法籍主教姚宗李的倡导下，司铎们许愿，如能平安度过革命风暴，将在新闸平民区内为小德肋撒建造大教堂。事态平息以后，民国19年（1930年）10月3日（小德肋撒瞻礼日），在公教进行会先前获得的大通路370号土地举行奠基典礼。次年10月3日教堂竣工，惠济良主教（姚主教于当年5月13日病逝）主持新教堂的开堂典礼。大堂后面，还造了一所二层楼的神父办公室和宿舍。该堂建造经费约半数由教徒捐集。特别是圣堂内的装饰品，几乎全部是教友奉献的。其中有一名桂姓教友，一人独自捐献木材600根，并包揽了全堂的跪凳。该堂教徒多为附近居民，历来由国籍司铎管理。
起初该堂为洋泾浜圣若瑟堂属下的一个分堂，民国36年（1947年）成为教区独立的有总本堂衔的堂口。
1966年文化大革命爆发，小德肋撒堂被关闭，并被群益无线电厂占用，内部建筑被切割成三层。1990年，房屋归还天主教上海教区。1992年起进行修缮，1993年10月3日举行复堂大礼，由市西区总铎艾祖章神父祝圣复堂。2010年11月15日，静安区胶州路教师公寓发生特大火灾。事故发生后，教堂多次为遇难信徒举行追思活动，上门慰问伤者和家属。2019年7月启动保护性修缮，次年12月19日恢复开放。
该堂现任本堂神父为赵保军，目前弥撒时间：（平日）8:00；（主日）10:00。

## 堂区事业
在建堂的同时，大堂附近新建两幢校舍，堂东北一幢为求德女子小学（民国17年开办）增办初中之用；堂西一幢作为求德男子小学，民国19年（1930年）开学，民国22年（1933年）男校改为景德小学，后改设在院内东侧附楼。民国29年（1940年）增办初中景德中学；民国32年（1943年）曾试办高中，两年后高中停办。堂区在附近恒通路还办过一所淑德女子小学，后该校与启明女子小学合并。求德、景德、淑德三校，虽均系天主教会所办，但面向社会招生，学生人数常在2000左右，绝大多数为非天主教徒。
在教堂北，大通路386号开有一家名为“仁慈”的诊所，该所医务和工作人员大多由天主教友担任，先期诊费较低，就诊病人较多，—般每年三万人次左右，抗战期间病人特别多，年均七至八万。原广慈医院的教友杨延年等一批名医还会每周来一次这里，为劳苦大众免费治疗，一定程度上解决了附近百姓的就医需求。上海解放后，教会学校改为公立，景德中学后改名为大通中学；诊所停办。
堂内还曾设有公教进行会，在院内西侧附楼。该堂现在是静安区天主教爱国会所在地。
1993年复堂后，该堂曾为张希斌等老神父、老修士的养老所。上海教区的圣物组也曾设立在此。

## 建筑风格
该堂占地面积1660平方米，建筑面积3211.9平方米，可容千人，内部建筑纯用钢筋混凝土，四周及中间柱头皆饰以混凝土制红色玫瑰花；建筑风格为哥特式，带有2个钟楼。内有宽敞的楼宇围廊，祭台上方有圆形穹窿，窗户与斗拱均呈半圆形。室内柱子为束柱。堂内装饰精致，柱子、地砖、灯罩等都标有纪念小德肋撒玫瑰图案的特殊标志。该堂原为大堂，内部一层单挑；后于文革时期因内部空间宽敞被分割成三层。恢复宗教活动后层数不变，第一层为小堂，供平日弥撒和其他活动使用；第二层为活动室；第三层为大堂，供主日弥撒和大礼弥撒使用。大堂内供奉有小德肋撒的两块圣髑。